# تشابتلات
تشابتلات (بالفرنسية: Chaptelat
)‏ هي بلدية في مقاطعة فيين العليا في منطقة أقطانية الجديدة غرب فرنسا.